# Klutensee
Der Klutensee ist ein 7,6 Hektar großer Baggersee in der nordrhein-westfälischen Stadt Lüdinghausen in Deutschland.

## Nutzung
Der See ist uferweise relativ naturnah und wird zum Baden und Spazierengehen genutzt. Außerdem angelt der ortsansässige Fischereiverein im Gewässer unter anderem Hechte, Rotfedern, Rotaugen, Alande und Döbel. Die Wasserqualität des Klutensees ist gut, jedoch sind die Ufer und Strände in schlechter Verfassung und riechen unangenehm, was auf den kleinen Zu- und Abfluss sowie auf den Zulauf von Düngemitteln zurückzuführen ist.
Knapp 100 Meter südlich des Sees befindet sich das Klutensee-Bad.